# Yoann Arquin
Yoann Axel Cyriac Arquin (* 15. April 1988 in Le Havre) ist ein französischer Fußballspieler mit Wurzeln in Martinique.

## Karriere

### Verein
Arquin startete seine Profikarriere 2007 bei der Reservemannschaft von AS Nancy, bei der AS Nancy B. Zwei Jahre später begann er dann für die zweite Mannschaft vom FC Nantes, der FC Nantes, zu spielen. Anschließend folgten Stationen bei Quimper Kerfeunteun FC, Paris Saint-Germain B und Red Star Paris. 
2011 wechselte er auf die Britischen Inseln und setzte seine Karriere hier fort. Nachdem er erst für Hereford United aufzulaufen begonnen hatte, spielte er später für die Vereine Notts County, Ross County und FC St. Mirren. 
Zur Saison 2015/16 wechselte Arquin die türkische TFF 1. Lig zum Aufsteiger 1461 Trabzon.

### Nationalmannschaft
Arquin startete seine Nationalmannschaftskarriere 2013 mit einem Einsatz für die Nationalmannschaft von Martinique.